# 카스텔치비타
카스텔치비타(이탈리아어: Castelcivita)는 이탈리아 캄파니아주 살레르노도에 위치한 코무네다.